# Francesco Valiani
Franceso Valiani (Pistoia, 29 oktober 1980) is een Italiaanse profvoetballer die voor Livorno speelt. 

## Carrière
Valiani begon bij Pistoia en speelde daarna voor Rimini, Bologna, Parma, Siena, Latina en Bari. Sinds januari 2017 speelt hij voor zijn huidige club Livorno. In oktober 2017 hernieuwde hij zijn contract tot juni 2019.